# Mirabel (Càceres)
Mirabel és un municipi de la província de Càceres, a la comunitat autònoma d'Extremadura (Espanya). El terme de Miravel (grafia antiga) quedà integrat amb la divisió municipal al partit judicial de Palència.

## Demografia
| 2001 | 2002 | 2003 | 2004 | 2005 | 2006 |
| ---- | ---- | ---- | ---- | ---- | ---- |
| 797  | 790  | 757  | 751  | 759  | 751  |